# Idaea scelisca
Idaea scelisca är en fjärilsart som beskrevs av Louis Beethoven Prout 1926. Idaea scelisca ingår i släktet Idaea och familjen mätare. Inga underarter finns listade i Catalogue of Life.